# آرژانتینی‌ها
آرژانتینی‌ها (به اسپانیایی: argentinos‎) شهروندان آرژانتین یا فرزندان آن‌ها خارج از این کشور هستند. آرژانتین کشوری چندنژادی است؛ بدین معنی که افرادی از نژادهای گوناگون را در خود جای داده‌است. به همین دلیل، آرژانتینی‌ها ملیتشان را یک نژاد در نظر نمی‌گیرند؛ بلکه آن را شهروندی این کشور با نژادهای گوناگون می‌دانند. بجز جمعیت بومی، تقریباً تمامی آرژانتینی‌ها یا اجدادشان در پنج قرن اخیر به آنجا مهاجرت نموده‌اند. در حقیقت، بین کشورهایی در جهان که بیشترین مهاجران را در تاریخ معاصر در خود جا داده‌اند، آرژانتین با ۶٫۶ میلیون پس از ایالات متحده با ۲۷ میلیون در رتبه دوم و بالاتر از سایر مقاصد مهاجران مانند کانادا، برزیل و استرالیا قرار دارد.
طبق سرشماری ۲۰۱۰، آرژانتین ۴۰٬۰۹۱٬۳۵۹ نفر را در خود جای داده‌است که از این میان ۱٬۸۰۵٬۹۵۷ یا ۴٫۶٪ این جمعیت خارج از این کشور زاده شده بودند. این کشور برای مدت زیادی یکی از کشورهایی در آمریکای لاتین بوده که کمترین رشد جمعیت را داشته‌است و در سال ۲۰۰۸ تخمین زده شد که سالانه رشد جمعیت این کشور ۰٫۹۱۷٪ با نرخ تولد ۱۶٫۳۲ تولد زنده در هر ۱٬۰۰۰ نفر و نرخ مرگ ۷٫۵۴ در هر ۱٬۰۰۰ نفر باشد. در این کشور همچنین مرگ و میر نوزادان به نسبت پایین است.